# Lista de prefeitos de Lapão (Bahia)
Esta é a lista de prefeitos do município de Lapão, estado brasileiro da Bahia.
| Nº | Nome                                                     | Imagem                                           | Partido                                          | Início do mandato      | Fim do mandato                          | Observações                           |
| 1  | Waldemar José de Carvalho (Morro do Chapéu, 13.08.1930–) |                                                  | Partido do Movimento Democrático Brasileiro PMDB | 1° de janeiro de 1986  | 31 de dezembro de 1988                  | Prefeito eleito em sufrágio universal |
| 2  | Bráulio Mendonça Cardoso (Lapão, 29.01.1958–)            |                                                  | Partido da Frente Liberal PFL                    | 1° de janeiro de 1989  | 31 de dezembro de 1992                  | Prefeito eleito em sufrágio universal |
| 3  | Genivaldo Pires                                          |                                                  | Partido da Frente Liberal PFL                    | 1° de janeiro de 1993  | 31 de dezembro de 1996                  | Prefeito eleito em sufrágio universal |
| 4  | José Ricardo Rodrigues Barbosa (Lapão, 05.09.1968–)      |                                                  | Partido Trabalhista Brasileiro PTB               | 1° de janeiro de 1997  | 31 de dezembro de 2000                  | Prefeito eleito em sufrágio universal |
| 4  | José Ricardo Rodrigues Barbosa (Lapão, 05.09.1968–)      | 1° de janeiro de 2001                            | Partido Trabalhista Brasileiro PTB               | 31 de dezembro de 2004 | Prefeito reeleito em sufrágio universal |                                       |
| 5  | Hermenilson Ferreira Carvalho (Irecê, 29.04.1952–)       |                                                  | Partido Liberal PL                               | 1° de janeiro de 2005  | 31 de dezembro de 2008                  | Prefeito eleito em sufrágio universal |
| 5  | Hermenilson Ferreira Carvalho (Irecê, 29.04.1952–)       | Partido do Movimento Democrático Brasileiro PMDB | 1° de janeiro de 2009                            | 31 de dezembro de 2012 | Prefeito reeleito em sufrágio universal |                                       |
| 6  | José Ricardo Rodrigues Barbosa (Lapão, 05.09.1968–)      |                                                  | Partido Social Democrático PSD                   | 1° de janeiro de 2013  | 31 de dezembro de 2016                  | Prefeito eleito em sufrágio universal |
| 6  | José Ricardo Rodrigues Barbosa (Lapão, 05.09.1968–)      | 1° de janeiro de 2017                            | Partido Social Democrático PSD                   | 31 de dezembro de 2020 | Prefeito eleito em sufrágio universal   |                                       |
| 7  | Márcio Antonio Messias da Silva (Irecê, 01.10.1967–)     |                                                  | Partido Social Democrático PSD                   | 1° de janeiro de 2021  | 31 de dezembro de 2024                  | Prefeito eleito em sufrágio universal |
| 7  | Márcio Antonio Messias da Silva (Irecê, 01.10.1967–)     | 1° de janeiro de 2025                            | Partido Social Democrático PSD                   | Atualidade             | Prefeito reeleito em sufrágio universal |                                       |